# ラミナリア桿
ラミナリア桿（らみなりあかん、Laminaria tent）は、子宮頸管の拡張等に用いられる、棒状の医療機器（子宮頸管拡張器）である。単にラミナリアとも呼ばれることがある。コンブ科の海藻の茎根を原材料とするものがラミナリア桿であるが、近年ではラミナリア桿に類似した、高分子材料を原材料とする類似品も登場している。
医療機器の国際分類であるGHTFルールによれば、IからIVまでの4つあるクラス分類の中で最も危険度の低いクラスIに該当する。日本では、薬事法によって、類別「機械器具52 医療用拡張器 一般的名称:子宮頚管拡張器」に分類されている。市場に流通しているものは、放射線滅菌若しくはエチレンオキサイドガスによって滅菌済みの製品が主流であり、滅菌品はISO 13485やEU医用機器指令、日本の厚生労働省令第169号(QMS省令)などに基づいて品質管理されている。

## 原材料と形状

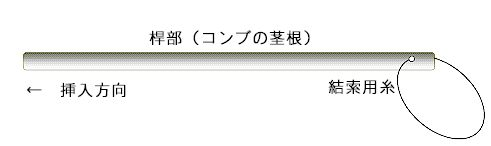
（図1）ラミナリア桿の形状

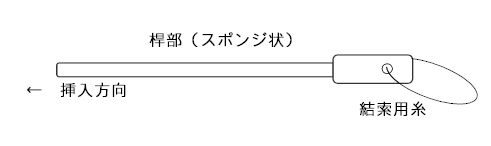
（図2）高分子材料製のものの形状（例）

原材料は主にLaminaria digitataの茎根である。この茎根部を裁断、成型して製造される。
ラミナリア桿は、長さ60～80mm、直径3～5mm程度の円筒形で、子宮頸管に挿入しやすい形状となっている。また、挿入部と反対側には、輪状に糸が付けられている（図1参照）。この糸は、子宮頸管に挿入された複数のラミナリアを結索するために使用されるものである。ラミナリア桿は通常複数本挿入されるが、これは、単数使用の場合十分に拡張の目的を達せないことがあるためであり、また、抜去時に外子宮口と内子宮口の間の圧でラミナリア桿本体が折損することを防ぐ意味もある。糸はラミナリア桿の抜去の際に引っ張るためのものではない（糸を引っ張ると糸が桿部を断裂させる可能性があるため、本体を鉗子でしっかり挟み、ゆっくり抜去する）。
- 日本ラミナリア桿 - 天然の昆布の茎根部、糸。長さ 60.0mm、80.0mm。直径 3.0mm、3.5mm、4.0mm、4.5mm、5.0mm、5.5mm。日本ラミナリア株式会社。

| 種類（サイズ） | 長さ   | 直径  |
| -------------- | ------ | ----- |
| SS             | 60.0mm | 3.0mm |
| S              | 60.0mm | 3.5mm |
| M              | 60.0mm | 4.0mm |
| L              | 60.0mm | 4.5mm |
| LL             | 60.0mm | 5.5mm |
| SL             | 80.0mm | 4.0mm |
| BL             | 80.0mm | 5.0mm |

高分子材料製のものは、各社それぞれに特徴があるが、総じて、把持部及び膨張する桿部からなり、桿部はスポンジ状で親水性のあるものとなっている（形状の例は図2参照）。桿部の先端に30度程度の傾斜を持たせ子宮頸管に挿入しやすいように工夫されている製品もある。把持部には結索用糸がついている。
- ラミセル - ポリビニールアルコール、綿又は絹。直径 3.0mm、5.0mm、10.0mm。日本メドトロニック株式会社。
- ダイラパンS、ダイラソフト - 親水性ポリマー。長さ 55.0mm、65.0mm。直径 3.0mm、4.0mm。Medicem Technology社。

| 長さ   | 直径  |
| ------ | ----- |
| 55.0mm | 3.0mm |
| 55.0mm | 4.0mm |
| 65.0mm | 4.0mm |

## 原理

子宮頸の位置

ラミナリア桿は、乾燥したコンブが水分を吸収すると膨潤するという性質を利用した医療機器である。
すなわち、ラミナリア桿は、子宮頚管部に挿入されると、体内組織の水分を吸収し、緩やかに膨張を始める。膨張を始めたラミナリア桿は、バルーンを入れた場合と同様に、子宮頸管の接触面を外に向かって圧迫する。これによって、子宮頸管が拡張するのである。
高分子材料製のものは、水分を吸収したスポンジが膨張することでコンブの膨潤と同様の結果をもたらすことを意図しており、原理はラミナリア桿と同様である。天然素材のラミナリア桿よりも膨脹に要する時間が短い傾向にある。

## 使用目的、使用方法
使用目的としては、分娩の誘発が挙げられる。とくに陣痛が微弱等で子宮口が十分に開大していないような症例で使用される。また、子宮内の検査、人工妊娠中絶手術前、稽留流産時の子宮内膜掻爬術に使用されることもある。1回当たりの挿入時間は短時間（24時間以内）に限られるが、場合によっては複数回の入れ替えを行って子宮頸管を広げる。
子宮頸管部が強靭若しくは十分に熟化しておらずラミナリア桿の挿入が困難な場合には、あらかじめ金属製の子宮頸管拡張器で拡張しておくことがある。また、分娩誘発目的の場合で、十分に子宮頸管が拡張しない場合には、陣痛促進剤が投与されることもある。
使用時の手順は概ね次のとおりである。使用は産科医により行われる。
1. 痛みが生じるため、事前に鎮痛座薬を入れておく。
2. 膣鏡を挿入し、子宮口が確認できるまで、しっかり膣を広げる。
3. 膣腔を十分に消毒する。
4. 子宮膣部前唇を鉗子等で把持して子宮を固定する。
5. 子宮ゾンデ診を行い子宮の向き、大きさを確認する。
6. 鉗子を用い、ラミナリア桿を1本ずつ、複数本をゆっくりと挿入し、糸部に滅菌ガーゼを通してラミナリア桿を結索する。
7. ラミナリア桿は12時間から24時間で、使用前の2～3倍程度まで膨張するので、挿入後24時間以内に抜去する。
8. 十分に広がらない場合などは、1～7の手順を繰り返す。